# Фортеця Антимахії (Кос)
Фортеця Антимахії (або Замок Антімахії)  — побудована у XIV столітті фортеця площею 26 250 кв. м., розташована на гірському плато посеред острова Кос, Греція.

## Історія
Фортеця розташовується посередині острова на плато поруч з селом  Антімахія (Антимахія). Її місце розташування дозволяло контролювати південну частину острова, протоку між островом Кос і островом Нісірос, захищати сусідні населені пункти, такі як перша столиця острова Нератція та внутрішнє переміщення островаом з півночі на півлдень. Навколо фортеці простягається важкодоступна гірська місцевість з ярами  та скелями.
Вважається, що фортеця побудована на місці колишньої візантійської сторожової вежі в XIV столітті н.е. за правління Великого магістра лицарського чернечого ордену госпітальєрів Еліона де Вілльнева. З 1383 року замок також використовувався як в'язниця для лицарів-госпітальєрів, засуджених за тяжкі злочини та зловживання владою. ЇЇ стіни були посилені та відновлені після землетрусу 1493 року, зокрема посилено всі стіни, особливо західна та вхідний бастіон.  

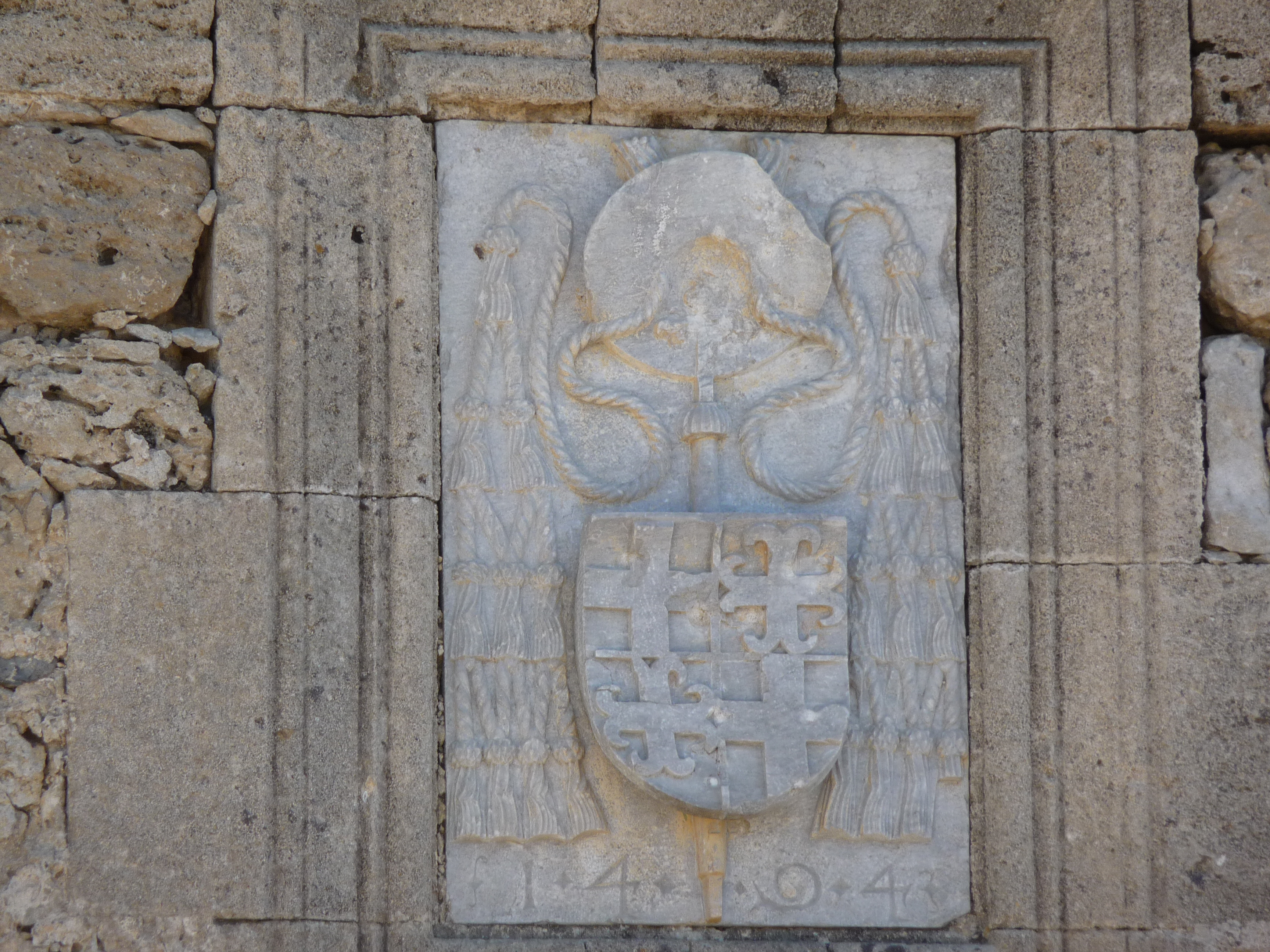
Герб та напис

Відбудову стін у 1494 році посвідчує напис над головною брамою фортеці та герб Великого магістра ордену П'єра д'Обюссона. Фортеця слугувала прихистком для жителів навколишніх поселень під час набігів османських піратів у XV - XVI століттях н.е. 
Фортеця пережила 23 денну османську облогу у червні 1457 році. Так, після того, як фортеця Нерація була покинута, населення острова (12 000 чоловік) відступило до фортець Пілі, Кефалос та Антімахії. Оскільки інші фортеці було важко доступніші, під облогу попала фортеця Антімахія, яку захищали лише 15 лицарів із близько 300 місцевих жителів. 15 захисників фортеці загинули, а османи втратили 1000 загиблих та понад 2000 поранених. Після завершення облоги османи розграбували та знищили будівлі на острові та залишили його.  
Після облоги Родоса (1522) острів Кос потрапив під владу Османської імперії. 
Після початку грецької революції в 1821 році турки вигнали з форту грецьке населення. Це змусило їх шукати нове місце проживання на острові. Розміщення османського гарнізону в фортеці закінчилось у 1871 р. Землетруси 8 лютого 1926 р. (5,4 бала за шкалою Ріхтера) та 23 квітня 1933 р. (6,6 за шкалою Ріхтера) витримали фортечні стіни та дві церкви, а всі інші будівлі були знищено.

## Архітектура

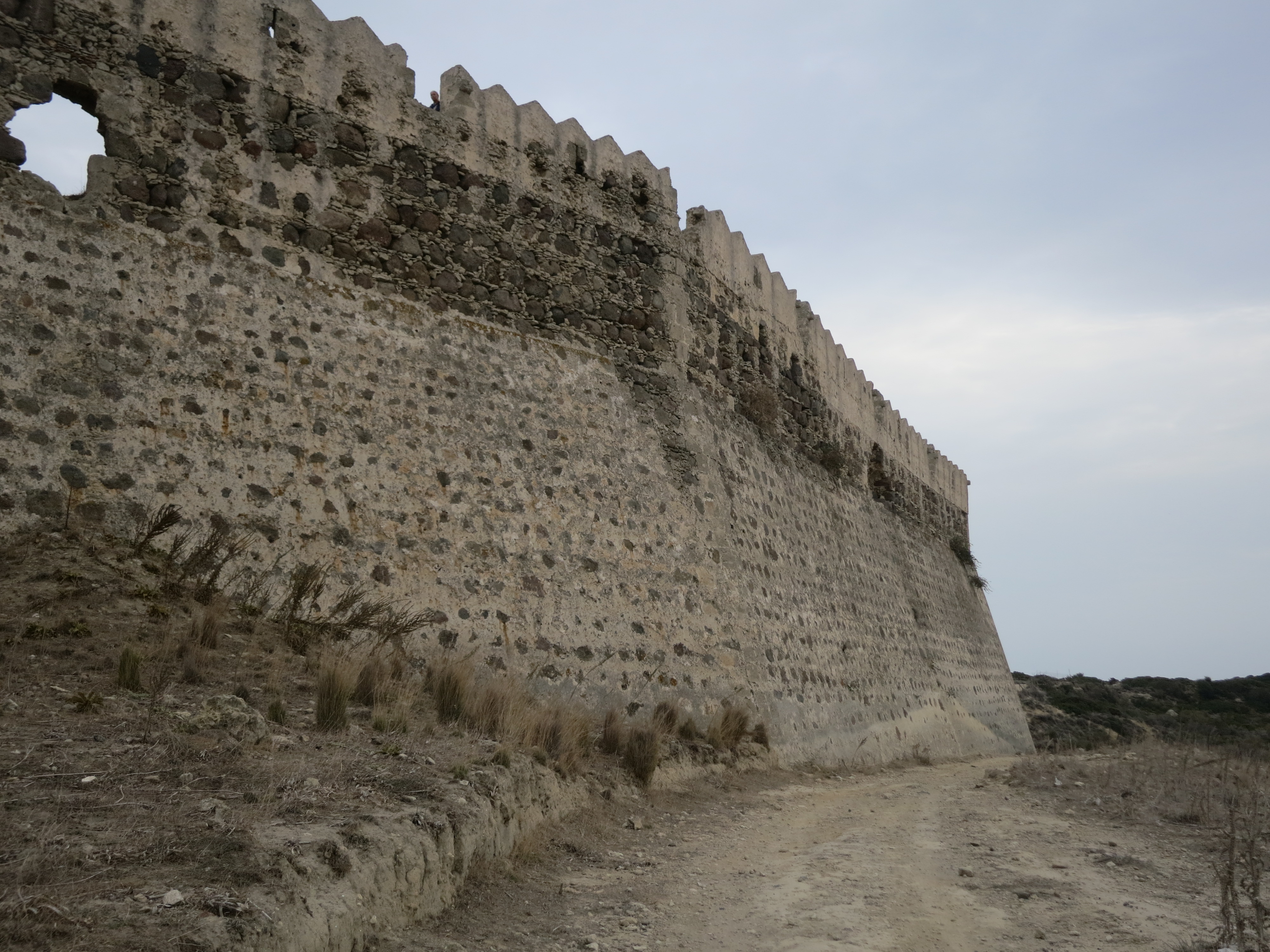
Стіни фортеці

Фортеця побудована з пошаровим використанням природніх великих каменів, скріплених вапновим розчином. Південна та східна частини фортеці побудована на скелі, а загалом вона повторює рельєф навколишньої місцевості. Довжина стін складає 970 метрів та вони мають глибокі косі амбразури та зубці. Північні стіни стоять на рівній землі тож більш укріплені та міцні у порівнянні з південними, розташованими на нерівній скелі.
Головну браму на північно-західній стороні охороняє укріплений бастіон у формі підкови - барбакан, завершений в 1520 р. в час правління  великого магістра  Фабріціо дель Карретто. Над входом  розташований символ лицарів, викарбуваний у мармурі. Загалом фортеця будувалась та відбудовувалась в шість різних періодів, як під час правління магістрів ордену госпітальєрів (Еліона де Вілльнева, П'єра д'Обюссона, Фабріціо дель Карретто), так і під час османського правління.
В фортеці також збереглися церква Святого Миколая XVI століття (збереглися фрески XV - XVI століть), Святої Параскеви 1705 р. та руїни церкви Панагія Елеімонітрія, а також руїни мечеті. Є низка цистерн для води, фундаменти окремих будинків.